# Nieuw Bussummerheide
De Nieuw Bussummerheide is een natuurgebied van het Goois Natuurreservaat tussen Huizen en Naarden op het grondgebied van de gemeente Huizen. Het gebied tussen de Nieuwe Bussummerweg en de Naarderstraat grenst aan de Limitische Heide. In het oosten grenst het aan het bosgebied het Ericaterrein. De heide vormde in het verleden met de Limitische Heide en de Vliegheide een aansluitende band van heide van de Naarder Eng tot de Tafelberg- en Blaricummerheide. De hei ligt in een stuwwallengebied met een heidecomplex met daarin kleinere stukjes stuifzand en verspreid opslag van houtgewas met aan de randen loof- en naaldbos. Het gebied wordt doorsneden door wandelpaden. Charolais runderen zorgen door begrazing dat het gebied open blijft.
'Nieuw Bussumerheide' is een dagcamping aan de Langerhuizenweg, tussen de Naarderstraat en Nieuw Bussummerweg ten westen van Huizen.